# Queda do Império Romano do Ocidente

Mapa animado da República e do Império Romano entre 510 a.C. e 530 d.C.
República
Império
Império do Oriente/Bizantino
Império do Ocidente

Queda do Império Romano do Ocidente (também chamada de Queda do Império Romano ou Queda de Roma) foi o processo de declínio do Império Romano do Ocidente, quando ele não conseguiu mais impor seu domínio e seu vasto território foi dividido em várias comunidades políticas sucessoras. O Império Romano perdeu as forças que permitiram-lhe exercer um controle efetivo de grande parte da Europa, do Norte da África e do Oriente Médio.
Historiadores modernos mencionam como fatores que causaram a decadência do Império a eficácia e os números do exército romano, a saúde e os números da população romana, a força da economia, a competência do Imperador, as mudanças religiosas do período e a eficiência da administração civil. A crescente pressão dos "bárbaros", povos que estavam fora da cultura greco-romana, também contribuiu grandemente para o colapso da civilização romana. As razões para a queda são um dos principais temas da historiografia do mundo antigo e fornecem um grande discurso moderno sobre o fracasso do Estado enquanto entidade política.
As datas relevantes incluem o ano de 117 d.C., quando o Império estava em sua maior extensão territorial e à adesão de Diocleciano em 284. A perda territorial considerável e irreversível, no entanto, começou em 376, com uma irrupção em larga escala de godos e outros povos bárbaros. Por 476, quando Odoacro depôs o imperador Rómulo Augusto, o Imperador Romano do Ocidente exercia poder militar, político ou financeiro insignificante e não tinha o controle efetivo sobre os dispersos domínios ocidentais que ainda poderiam ser descritas como romanos.
Os invasores "bárbaros" tinham estabelecido seu próprio domínio na maior parte da área do então Império Ocidental. Apesar da sua legitimidade ter durado muitos séculos e sua influência cultural permanecer até hoje, o Império do Ocidente nunca teve força suficiente para se reerguer. A queda não é o único conceito unificador para esses eventos; o período descrito como a Antiguidade Tardia enfatiza as continuidades culturais ao longo e além do colapso político.

## Abordagens históricas

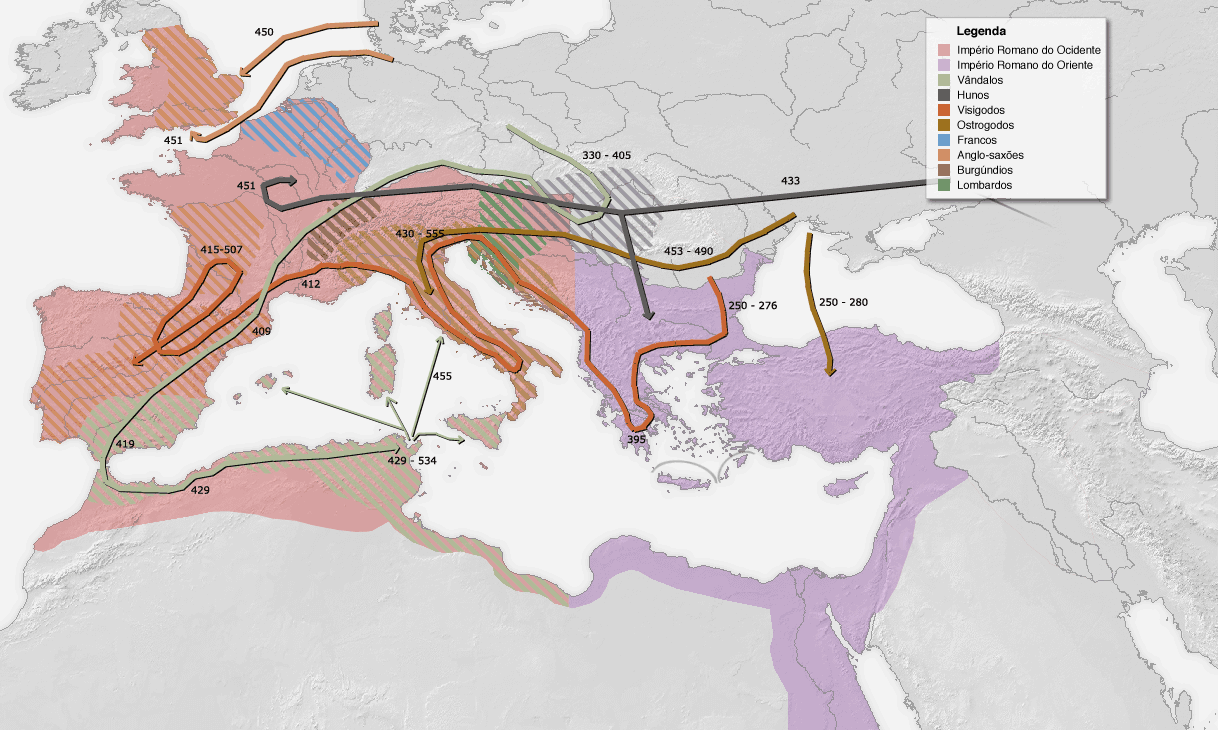
Migrações bárbaras em território romano entre os séculos IV e V

Desde 1776, quando Edward Gibbon publicou o primeiro volume de A História do Declínio e Queda do Império Romano, Declínio e Queda tem sido os temas em torno dos quais grande parte da história do Império Romano foi estruturada. "A partir do século XVIII em diante", escreveu o historiador Glen Bowersock, "temos sido obcecados pela queda: que tem sido valorizada como um arquétipo para cada queda percebida e, portanto, como um símbolo para os nossos próprios medos".

### Período de tempo

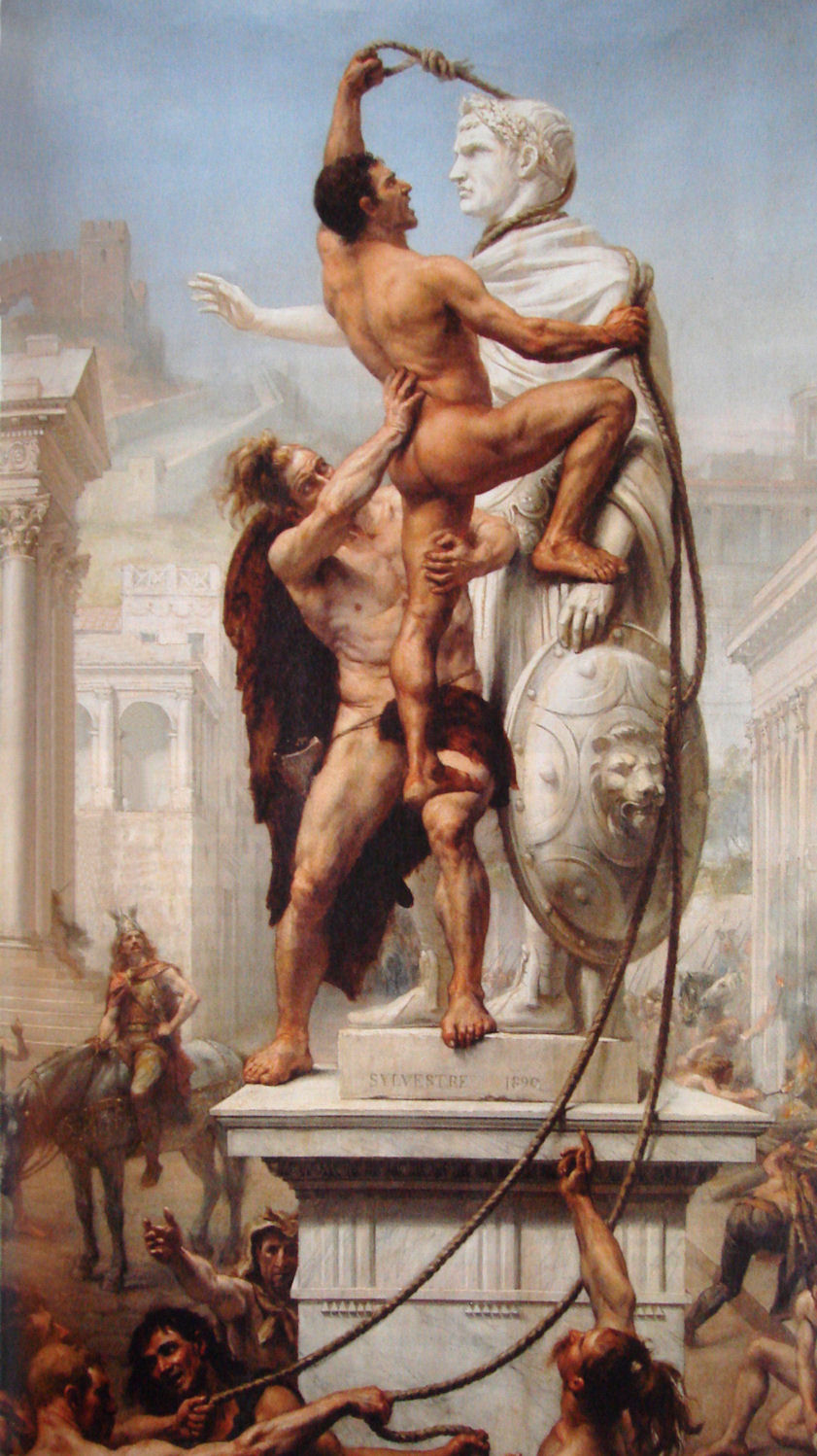
O Saque de Roma em 410, perpetrado pelos visigodos, foi a primeira vez em 800 anos que a capital romana caiu para um inimigo estrangeiro.

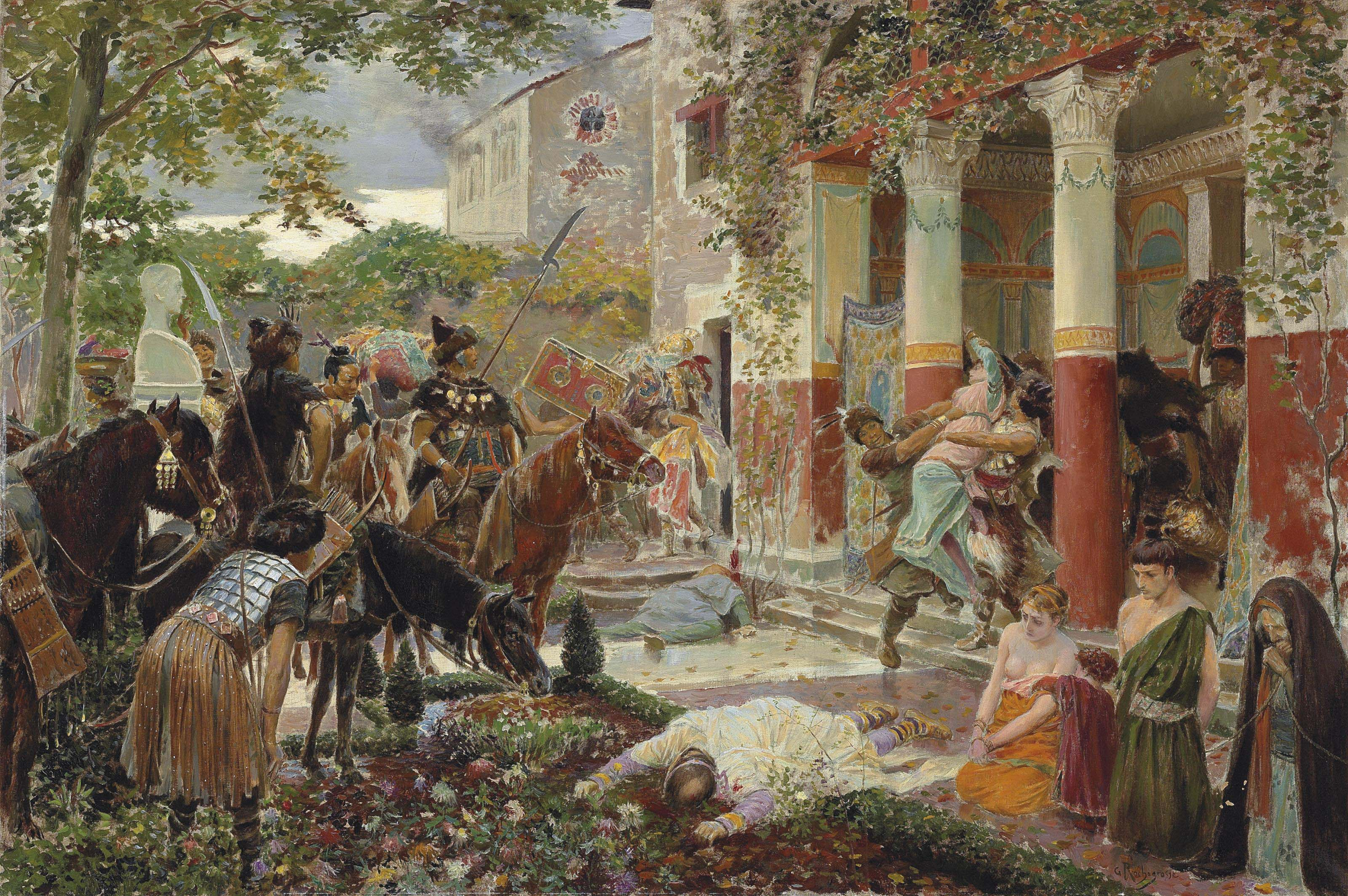
Vila romana na Gália saqueada por hunos.

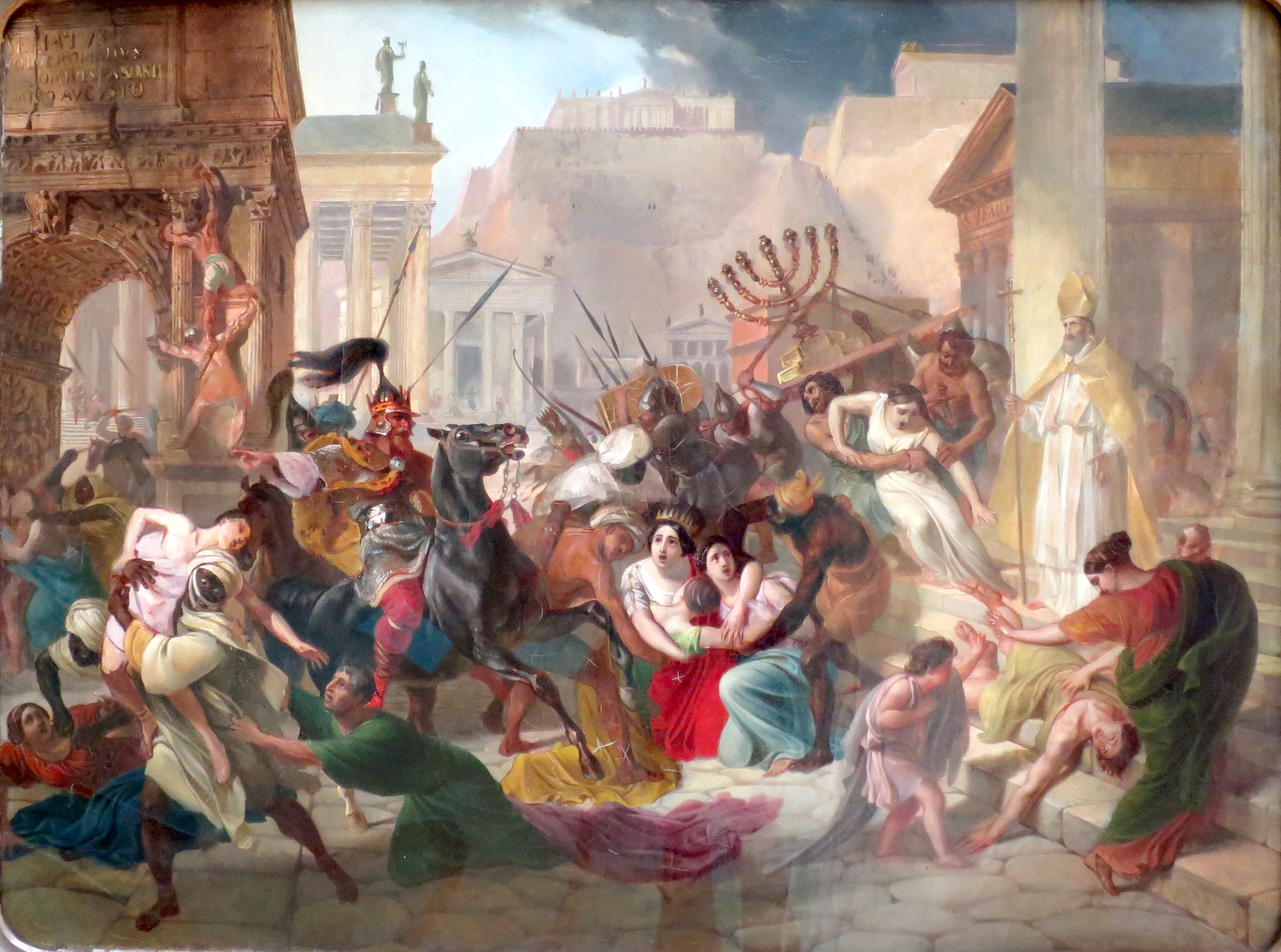
Saque de Roma em 455 pelos vândalos.

A queda não é o único conceito unificador da decadência da civilização romana; o período descrito como a Antiguidade Tardia enfatiza as continuidades culturais ao longo e além do colapso. A política de controle político centralizado no Ocidente e o poder diminuído do Oriente são universalmente aceitos como fatores preponderantes, mas o tema do declínio foi tomado para cobrir um intervalo de tempo muito mais amplo do que os cem anos a partir de 376. Gibbon começou sua história em 98 e Theodor Mommsen considerada a totalidade do período imperial como indigno de inclusão em sua obra vencedora do Prêmio Nobel História de Roma. Arnold J. Toynbee e James Burke argumentam que todo o período imperial foi uma constante decadência das instituições fundadas nos tempos republicanos. Como um marcador conveniente para o fim, 476 tem sido o ano usado desde Gibbon, mas outros marcadores incluem a Crise do Terceiro Século, a Travessia do Reno em 406 (ou 405), o saque de Roma em 410 e a morte de Júlio Nepos em 480, que pavimentaram o caminho para a Queda da Nova Roma, em 1453.

### Razões
Gibbon deu uma formulação clássica (agora desatualizada) das razões pelas quais o colapso romano aconteceu. Ele começou com uma controvérsia sobre o papel do cristianismo, mas deu grande peso a outras causas de declínio interno e ataques de fora do Império.
| “ | A história de sua ruína é simples e óbvia; e, em vez de indagar os porquês da destruição do Império Romano, deveríamos ficar um pouco mais surpresos sobre como ele durou por tanto tempo. As legiões vitoriosas, que, em guerras distantes, adquiriram os vícios de estrangeiros e mercenários, primeiro oprimiram a liberdade da república e depois violado a majestade da dignidade real. Os imperadores, ansiosos pela sua segurança pessoal e a paz pública, foram reduzidos ao expediente de corromper a base da disciplina que lhes rendeu a sua formidável soberania e ao seu inimigo; o vigor do governo militar estava relaxado e, finalmente dissolvido, pelas instituições parciais de Constantino; e o mundo romano foi esmagado por um dilúvio de bárbaros. | ” |
| — Edward Gibbon, O Declínio e Queda do Império Romano, "Observações gerais sobre a queda do Império Romano no Ocidente", Capítulo 38 | |   |

Alexander Demandt enumerou 210 teorias diferentes sobre por que Roma caiu e novas ideias surgiram desde então. Os historiadores ainda tentam analisar as razões para a perda de controle político sobre um vasto território (e, como um tema subsidiário, as razões para a sobrevivência do Império Romano do Oriente). Comparações também são feitas com o Império Chinês, o que restabeleceu a sua "Grande Unidade" enquanto o mundo mediterrâneo permaneceu politicamente desunido até o presente.
Embora uma narrativa tradicional atribua a queda do Império Romano principalmente à invasão de povos bárbaros e à incapacidade de assimilação destes pelo Império, há outros fatores econômicos, sociais e militares que também desempenharam papéis significativos neste processo. Em primeiro lugar, o declínio econômico foi intensificado pela deterioração da moeda romana. Durante o século III, o governo romano enfrentou crises financeiras agudas devido ao aumento dos gastos militares, especialmente em resposta às invasões bárbaras e guerras civis. Em vez de aumentar os impostos, o Estado Romano recorreu repetidamente à desvalorização da moeda de prata, reduzindo seu conteúdo metálico de cerca de 40% em 250 d.C. para menos de 4% em 270 d.C. Esse rápido declínio da qualidade da moeda levou a uma espiral inflacionária, afetando particularmente soldados e funcionários públicos que eram pagos em dinheiro novo, e desencadeando um colapso do sistema fiscal centralizado e uma quebra na integração econômica do Império.
Outro fator crucial foi a desintegração comercial que acompanhou a crise econômica. À medida que a segurança e a estabilidade política diminuíam, o comércio inter-regional, que era um alicerce vital da economia romana, também começou a minguar. Evidências sugerem que o comércio marítimo no Mediterrâneo, que havia prosperado durante o apogeu do Império, declinou consideravelmente após o século II. A retração do comércio inter-regional e a consequente redução da oferta de moedas em circulação fizeram com que o Estado Romano perdesse o controle sobre a arrecadação de impostos e o acesso ao sistema de comércio fosse minado, levando a uma fragmentação econômica das várias regiões do Império.
Além dos problemas econômicos, as dificuldades no recrutamento militar também contribuíram significativamente para o declínio. Com a progressiva desvalorização da moeda e a deterioração econômica, tornou-se cada vez mais difícil para o governo romano atrair soldados voluntários. O aumento da dependência de mercenários e recrutas bárbaros, cuja lealdade a Roma era frequentemente questionável, enfraqueceu ainda mais a coesão e a eficácia do exército. As reformas militares de Diocleciano e Constantino tentaram remediar a situação, mas enfrentaram resistência e tiveram efeitos limitados a longo prazo, pois o controle centralizado sobre o exército foi perdido em várias regiões, o que levou ao fortalecimento de líderes locais e à eventual fragmentação do poder político central.

### Descrições alternativas
Pelo menos desde o tempo de Henri Pirenne, estudiosos têm descrito a continuidade da cultura e da legitimidade política romanas, muito tempo depois de 476. Pirenne adiou o fim da civilização clássica ao século VIII. Ele desafiou a noção de que os povos germânicos causaram o fim do Império Romano do Ocidente e se recusou a equiparar o fim do Império Romano do Ocidente com o fim do cargo de imperador em Itália. Ele ressaltou a continuidade essencial da economia do Mediterrâneo romano, mesmo após as invasões bárbaras e sugeriu que apenas as conquistas muçulmanas representaram uma ruptura decisiva com a antiguidade. A formulação mais recente de um período histórico caracterizado como "Antiguidade Tardia" enfatiza as transformações do mundo antigo para o medieval dentro de uma continuidade cultural.
Nas últimas décadas, argumentos baseados em dados arqueológicos estendem a continuidade da cultura material e dos padrões de colonização romanos tão tarde quanto o século XI. Ao observar a realidade política da perda de controle do Império, mas também as continuidades culturais e arqueológicas, o processo do colapso romano tem sido descrito mais como uma transformação cultural complexa, em vez de uma queda.

## Nível de poder, crises e recuperações

### Nível de poder

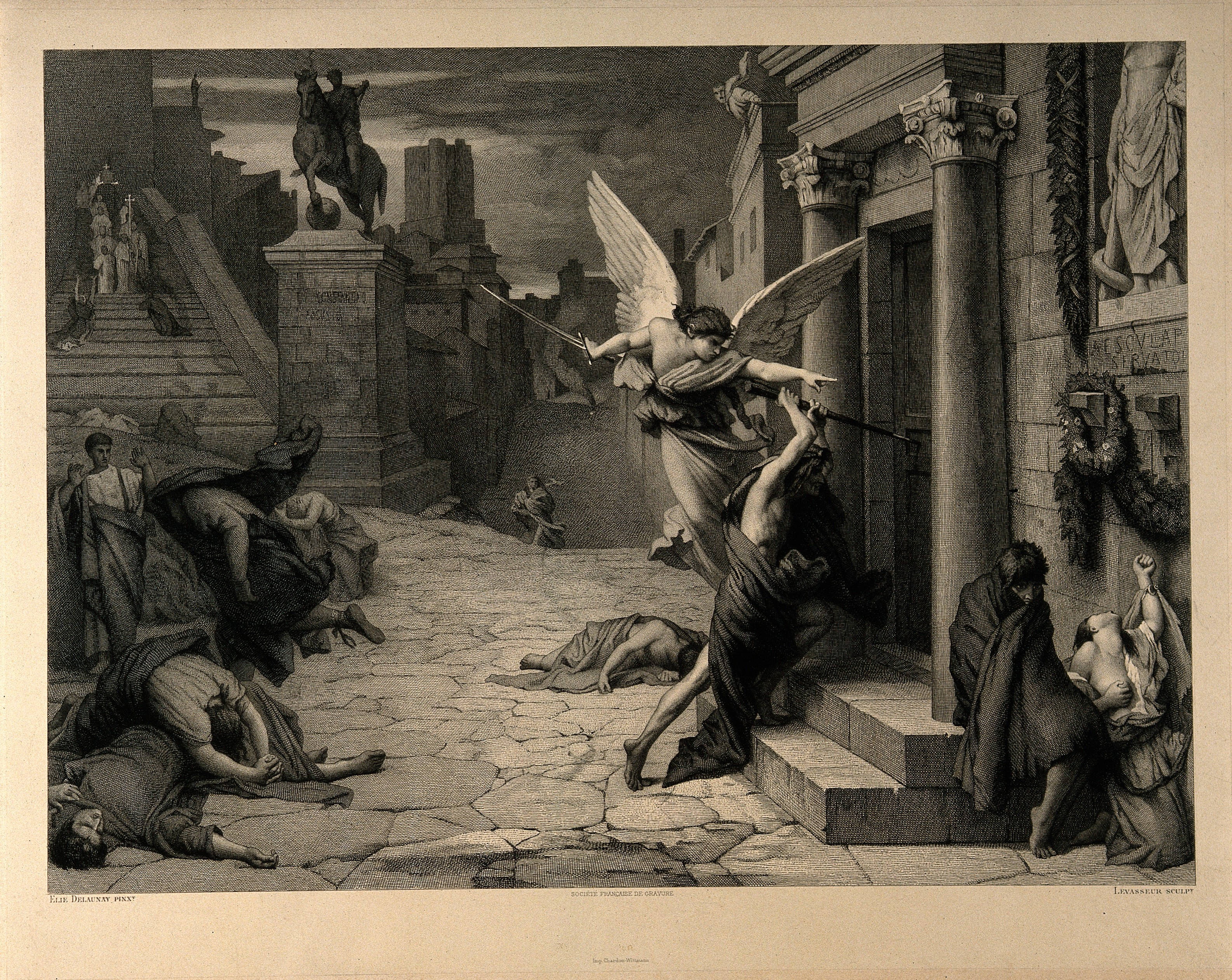
O anjo da morte golpeia uma porta durante a Peste Antonina em 165

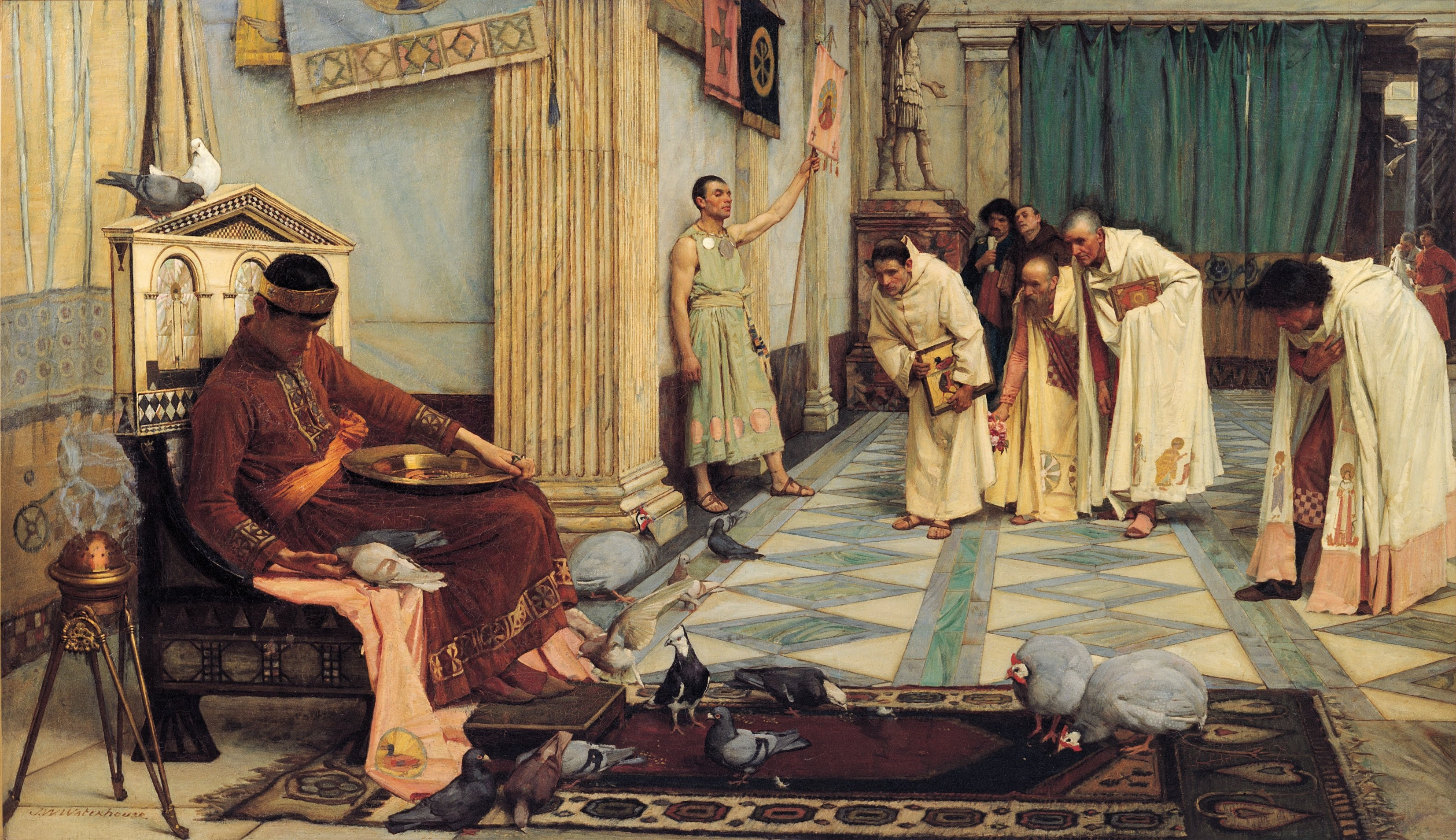
As Favoritas do Imperador Honório, gravura de 1883

O Império Romano alcançou sua maior extensão geográfica sob o governo de Trajano (imperador entre 98-117), que governou um Estado próspero que se estendia da Mesopotâmia até a costa do Atlântico. O Império tinha um grande número de soldados treinados, bem fornecidos e disciplinados, bem como uma administração civil global baseada em cidades em expansão, com um controle efetivo sobre as finanças públicas. Sua elite letrada tinha a legitimidade ideológica como a única forma de valor da civilização e uma unidade cultural com base na familiaridade abrangente com a literatura e retórica grega e romana. O poder do Império permitiu manter diferenças extremas de riqueza e status (incluindo a escravidão em grande escala) e as suas redes de comércio de grande alcance permitiram que até mesmo famílias modestas pudessem usar produtos feitos por profissionais de lugares distantes.
Seu sistema financeiro permitiu-lhe aumentar os impostos significativos que, apesar da corrupção endêmica, apoiaram um grande exército regular com logística e treinamento. O cursus honorum, uma série padronizada de postos militares e civis adequados para homens aristocratas ambiciosos, assegurou que nobres poderosos se tornassem familiarizados com o comando e a administração militar e civil. Em um nível inferior dentro do exército, conectou os aristocratas do topo com os soldados, um grande número de centuriões eram bem recompensados, letrados e responsáveis pelo treinamento, disciplina, administração e liderança na batalha.
Os governos da cidade com as suas próprias propriedades e receitas funcionava de forma eficaz a nível local; a adesão dos municípios envolveu oportunidades lucrativas para a tomada de decisão de forma independente e, apesar das suas obrigações, tornou-se algo visto como um privilégio. Sob uma série de imperadores, que adotaram um sucessor maduro e capaz, o Império não teve guerras civis para regular a sucessão imperial. Pedidos podiam ser enviados diretamente para os melhores imperadores e as respostas tinham força de lei, colocando o poder imperial em contato direto com os indivíduos, mesmo os mais humildes.
Os cultos da religião politeísta eram extremamente variados, mas nenhum alegava que o deles era a única verdade e seus seguidores exibiam tolerância mútua, produzindo uma harmonia religiosa. Os conflitos religiosos eram raros depois da supressão da Revolta de Barcoquebas em 136 (após o qual a Judeia foi devastada e deixou de ser um importante centro de agitação judaica). A mortalidade pesada durante a Peste Antonina em 165 prejudicou seriamente as tentativas de repelir os invasores germânicos, mas as legiões geralmente conseguiam manter ou pelo menos restabelecer rapidamente as fronteiras do Império.

### Crise do terceiro século

O Império Romano dividido em 271

O Império sofria de crises múltiplas e graves durante o século III, incluindo a ascensão do Império Sassânida, que infligiu três derrotas esmagadoras em exércitos de campo romanos e permaneceu uma ameaça potente durante séculos. Outros desastres incluíram repetidas guerras civis, invasões bárbaras e mortalidade em massa pela Praga de Cipriano (de 250 em diante). Roma abandonou a província da Dácia no norte do Danúbio (271) e por um curto período, o Império foi dividido em Império das Gálias no Ocidente (260–274), Império de Palmira, no Oriente (260–273), e um Estado fantoche romano. A fronteira do Reno/Danúbio também ficou sob ameaça mais efetiva de agrupamentos bárbaros maiores, que tinham desenvolvido uma melhor agricultura e populações maiores. O Império sobreviveu à crise do terceiro século, dirigindo sua economia com sucesso para a defesa, mas a sobrevivência veio ao preço de um Estado mais centralizado e burocrático. Sob Galiano a aristocracia senatorial deixou de fornecer os comandantes militares de alta patente, seus membros típicos não se interessavam pelo serviço militar e mostraram incompetência em comando.

### Reunificação e divisão política

Mapa do Império Romano sob a Tetrarquia, mostrando as dioceses e zonas de influência dos quatro tetrarcas

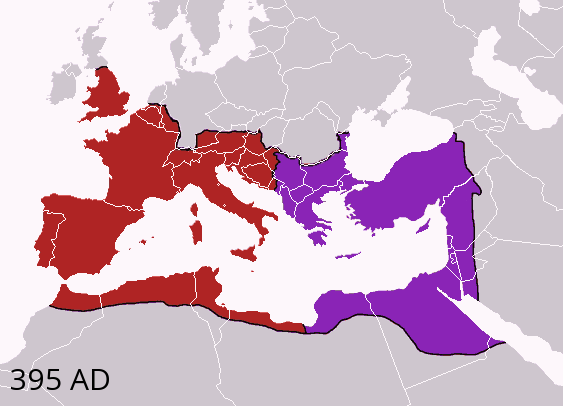
Divisão do Império após a morte de em 395 sobreposta às fronteiras modernas.
Império Romano do Ocidente.
Império Romano do Oriente

Aureliano reunificou o Império em 274; e em 284 Diocleciano e seus sucessores reorganizaram-no com mais ênfase sobre os militares. João Lídio, escrevendo mais de dois séculos depois, informou que o exército de Diocleciano em um ponto totalizou 389.704 homens, mais 45.562 nas frotas e tais números podem ter aumentado mais tarde. Com as comunicações limitadas da época, tanto as fronteiras europeias quanto as orientais precisavam de atenção de seus próprios comandantes supremos. Diocleciano tentou resolver este problema, restabelecendo uma sucessão adotiva com um imperador sênior (Augusto) e um júnior (César) em cada metade do Império, mas este sistema de tetrarquia colapsou dentro de uma geração; o princípio hereditário foi restabelecido com resultados geralmente infelizes e, posteriormente, a guerra civil tornou-se novamente o principal método de estabelecimento de novos regimes imperiais. Apesar de Constantino, o Grande (no cargo entre 306 e 337) novamente reuniu o Império, no final do século IV a necessidade de divisão era geralmente aceita. A partir de então, o Império existiu em constante tensão entre a necessidade de dois imperadores e sua desconfiança mútua.
Até o final do século IV o Império unido manteve poder suficiente para lançar ataques contra os seus inimigos na Germânia e no Império Sassânida. A assimilação de guerreiros bárbaros se tornou amplamente praticada: autoridades imperiais admitiam grupos potencialmente hostis ao Império, separava-os e lhes atribuía terras, status  funções dentro do sistema imperial. Desta forma, muitos grupos forneciam trabalhadores não-livres (colonos) para proprietários de terras romanas e recrutas (letos) para o exército romano. Às vezes seus líderes tornaram-se oficiais. Normalmente, os romanos conseguiram conduzir este processo com cuidado, com força militar suficiente para garantir a conformidade e assimilação cultural ao longo das próximas gerações.

### Divisões sociais crescentes
Os novos governantes supremos eliminaram a definição jurídica do início do Império que via o imperador como o primeiro entre iguais; imperadores de Aureliano (reinou entre 270-275) em diante denominavam-se abertamente como dominus et deus, "Senhor e Deus", título apropriado para um relacionamento mestre-escravo. Um cerimonial da corte elaborado era desenvolvido e a bajulação servil tornou-se a ordem do dia. Sob Diocleciano, o fluxo de pedidos diretos ao imperador foi reduzido rapidamente e logo cessaram por completo. Nenhuma outra forma de acesso direto substituiu-os e o imperador recebia apenas informações filtradas através de seus cortesãos.
O apoio oficial à crueldade, extorsão e corrupção, também podem ter se tornado mais comuns. Embora a escala, complexidade e violência do governo fossem incomparáveis, os imperadores perderam o controle sobre todo o seu reino, na medida em que o controle veio cada vez mais a ser exercido por qualquer pessoa que pagava por ele. Enquanto isso, as mais ricas famílias senatoriais, imunes da maioria da tributação, concentravam cada vez mais da riqueza disponível e renda, ao mesmo tempo em que divorciaram-se de qualquer tradição de excelência militar. Um estudioso identifica um grande aumento no poder de compra de ouro, duas e meia vezes a partir de 274 ao final do século IV, o que pode ser um índice de crescente desigualdade econômica entre um camponês pobre e um membro da elite rico em ouro. Ludwig von Mises descreve que entre os século III e século IV, o império enfrentou uma severa crise inflacionária que "provocou a completa paralisação tanto da produção como do comércio dos gêneros de primeira necessidade, e desintegrou a organização econômica da sociedade".
No fim das forças militares romanas, muitos recrutas e até mesmo oficiais tinham origens bárbaras e os soldados eram registrados como usando rituais possivelmente bárbaros, como elevar o requerente em escudos. Alguns estudiosos têm visto isso como uma indicação de fraqueza; outros discordam, vendo nem os recrutas bárbaros nem os novos rituais como a causa de qualquer problema com a eficácia ou a lealdade do exército.

### Crescimento do cristianismo

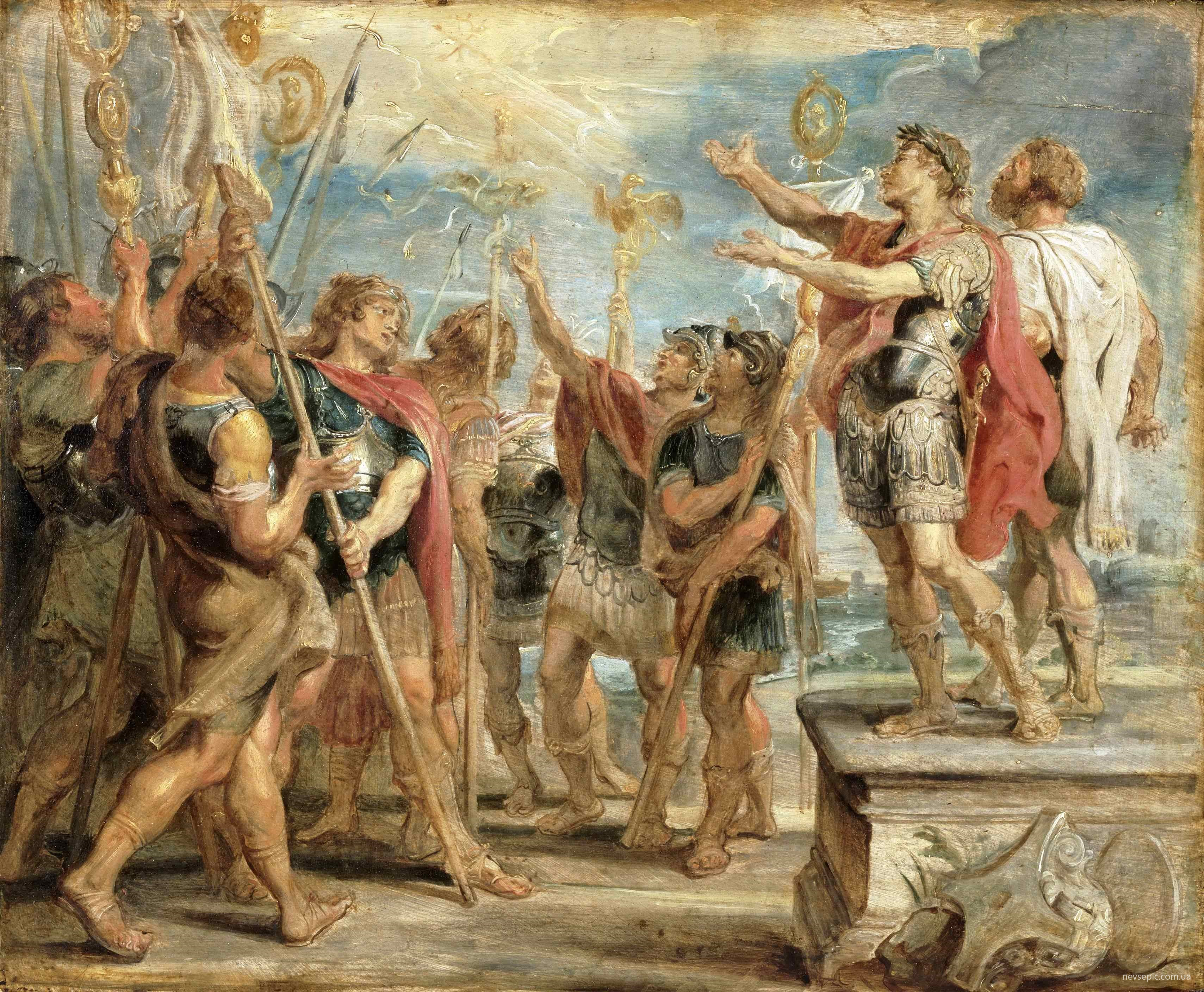
A Conversão de Constantino I por Peter Paul Rubens

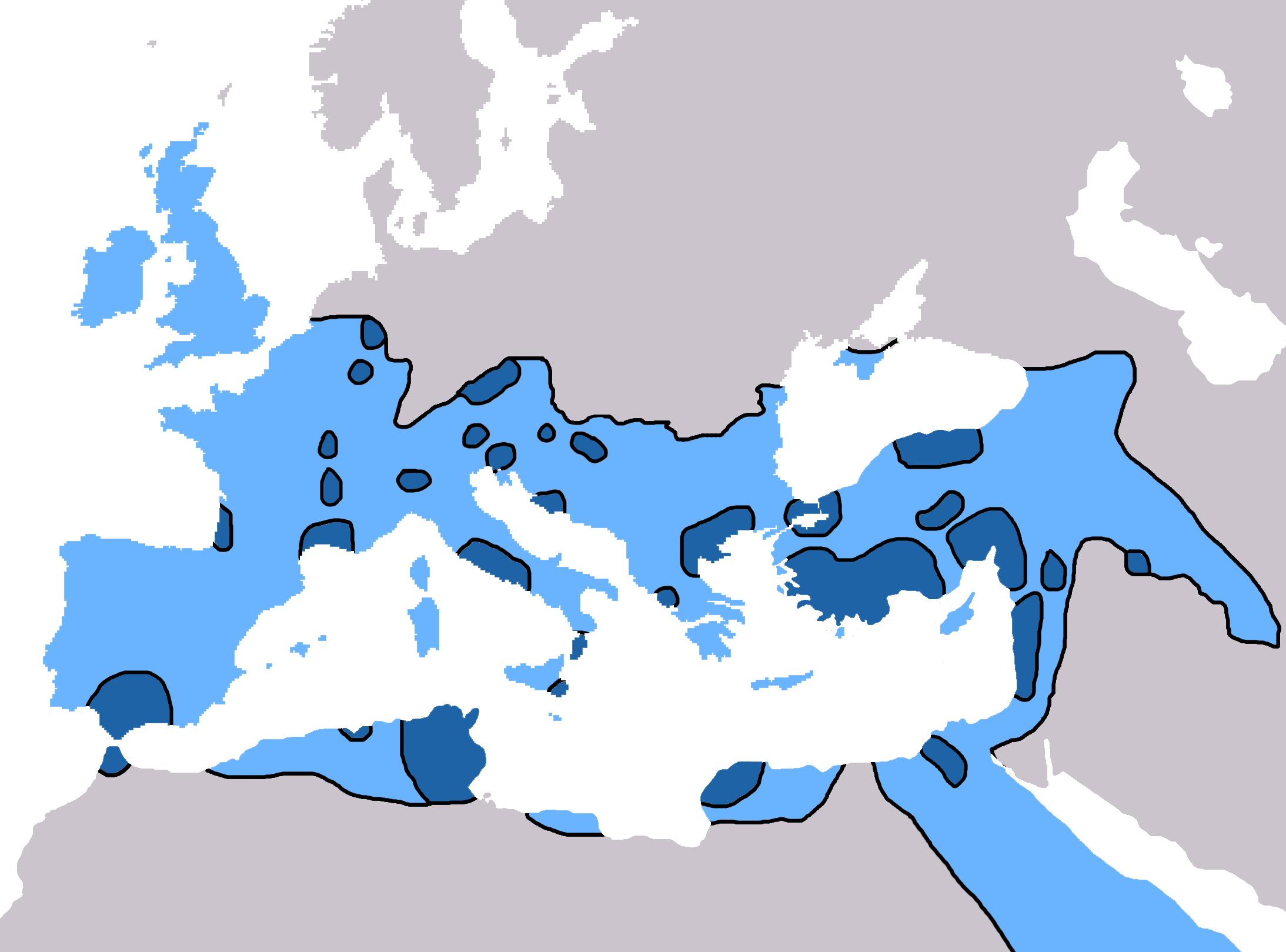
Propagação do cristianismo em 325 d.C.
Propagação do cristianismo em 600 d.C.

Uma das questões sociológicas muito debatidas ao longo da história é a questão de saber se o cristianismo contribuiu ou não para a queda do Império Romano do Ocidente. Santo Agostinho, pensador e religioso cristão do século V, refutava esta conexão. Já Edward Gibbon e David Hume, propagadores da ideologia antirreligiosa do iluminismo no século XVIII, acreditavam nessa conexão. O cristianismo tornou-se a religião oficial do Império Romano em 380, com o imperador Teodósio I. O Império Romano do Ocidente cairia cerca de 100 anos depois. Entre os séculos II e III, nos quais o cristianismo ganhou mais adeptos entre os Romanos, o Império começou a sentir os sinais da crise: foi-se diminuindo o número de escravos e ocorreram rebeliões nas províncias, anarquia militar e as invasões bárbaras.[carece de fontes?]
Quando se fala em "sinais da crise" que estariam pretensamente relacionados ao cristianismo, na verdade se fala de um período extremamente conturbado, no qual o Império chegou a estar muito perto da derrocada. Por volta de 285, o imperador Diocleciano salvou o Império Romano do colapso, dando, a ele, um último fôlego. Tudo isso já ocorria numa época em que os cristãos eram somente uma minoria marginalizada. A tentativa de responsabilizar o cristianismo pelos fortes problemas vividos em Roma durante os séculos II e III fica bastante enfraquecida quando se percebe que, mesmo no início do século IV, apenas cinco a sete por cento dos romanos tinham se tornado cristãos; quase todos eles na parte Oriental do império, exatamente o lado que permanecera mais forte e estruturado durante a crise. Além disso, mesmo na época da queda definitiva de Roma, o lado oriental continuava sendo o mais cristianizado. E foi esse lado mais cristão que sobreviveu na forma posteriormente conhecida como Império Bizantino.[carece de fontes?]
Se a Igreja tivera reticências ao serviço militar nos tempos da perseguição, a partir do momento que o império se tornou cristão, passou a considerar um crime grave alguém furtar-se ao seu dever. A pena por deserção no exército era ser queimado a fogo lento. A Igreja tornou-se, então, fervorosamente patriótica e romana a ponto de desgostar um neopagão como o imperador Juliano, o Apóstata, que achava que os cristãos só deviam poder ensinar coisas relacionadas com o cristianismo e não cultura clássica. De certa maneira, a Igreja Católica aumentou a força do império.
Um outro argumento que se apresenta normalmente é que, enquanto o Império pagão fora tolerante, o cristianismo era intolerante, perseguindo pagãos, cristãos considerados heréticos e judeus. Roma, de fato, fora, no início do cristianismo, relativamente tolerante - se perseguira, pontualmente, grupos como os cristãos, fora por motivos muito específicos. A recusa dos cristãos em aceitar o culto da divindade do imperador foi, com toda a probabilidade, a base jurídica das perseguições que se seguiram. A devoção monoteísta dos cristãos e sua rejeição aos rituais tradicionais deram os motivos adicionais. Depois das dificuldades do século III, vários imperadores procuraram centralizar mais o Estado, obter um maior controle dos cidadãos para que, deste modo, fosse mais fácil mobilizar recursos humanos e financeiros para defender o fragilizado império, e unificar o império em torno de uma ideologia. Com Constantino I, o cristianismo obteve esse monopólio.

## 476: Último Imperador

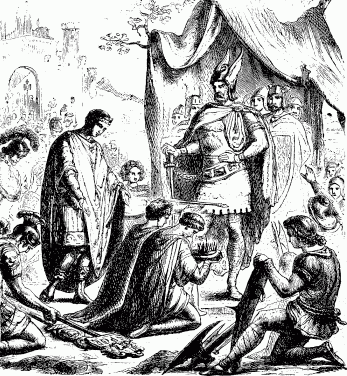
O imperador Rômulo Augústulo abdica à coroa

Quando o último imperador romano do Ocidente, Rômulo Augusto, foi deposto em 476, por um grupo de mercenários, poucos territórios (e tropas) restavam ao seu serviço. Os comandantes e chefes que tentavam manter o Estado Romano nos últimos anos também eram, na maioria dos casos, de origem bárbara. Só faltava que um decidisse tomar a púrpura, coisa que não sucedeu.
O imperador deposto, Rômulo Augusto, era filho de um general de origem bárbara, Orestes, que havia servido antes a Átila, o Huno, e havia obtido o trono graças ao pai que havia derrubado o último imperador legítimo, Júlio Nepos, que porém manteve sua autoridade sobre a Dalmácia.
Os aliados de Orestes (hérulos e rúgios) depois se desentenderam com seu patrono e, sob as ordens de Odoacro, depuseram Rômulo Augústulo. Observa-se que a deposição do último imperador não foi um acontecimento repentino e que trouxesse mudança social drástica, mas sim foi o resultado de um longo processo que se desenrolava há quase um século.
Convencionou-se esta data como o fim da Antiguidade, mas é provável que poucos naqueles anos considerassem aquele fato como o fim de uma era. Muito diferente, portanto, de outros marcos da história como, por exemplo, a Tomada da Bastilha durante a Revolução Francesa.